# Guardabosone
Guardabosone (Vardaboson en piémontais) est une commune de 340 habitants de la province de Verceil dans le Piémont en Italie.
La commune est classée pays-musée vivant (paese-museo vivo en italien). Son centre historique médiéval a été complètement restauré en respectant l'original.

## Géographie
Sa superficie de 6,05 km2, en fait la plus petite commune de la province de Verceil.

## Histoire
Les origines de Guardabosone remonte au XIIe siècle.
Deux origines étymologique du nom sont avancées :
Le nom dériverait de la famille Bosonides par Arduin d'Ivrée, ou selon d'autres sources du vieil allemand Bos.

## Administration
| Période | Période | Identité          | Étiquette | Qualité |
| ------- | ------- | ----------------- | --------- | ------- |
|         |         | Claudio Zaninetti | NC        |         |

### Communes limitrophes
Ailoche, Borgosesia, Caprile, Crevacuore, Postua, Scopa, Scopello, Serravalle Sesia